# Edward Alphonso Goldman
Edward Alphonso Goldman, geb. Goltman (* 7. Juli 1873 in Mount Carmel, Illinois; †  2. September 1946 in Washington, D.C.) war ein US-amerikanischer Zoologe und Botaniker.

## Leben und Wirken
1888 zog Goldman mit seiner Familie in das Tulare County in Kalifornien. Im Alter von 17 Jahren arbeitete er als Vorarbeiter in einem Weinberg in der Nähe von Fresno. 1892 wurde er von Edward William Nelson im Bureau of Biological Survey angestellt, wo er als Feldbiologe arbeitete. Zwischen 1892 und 1906 betrieben Nelson und Goldman Feldstudien in Mexiko, davon zehn Jahre gemeinsam. 1911 forschte er für zwei Jahre in der Panamakanal-Zone. Anschließend betrieb er bis 1917 biologische Feldarbeit in Arizona. Von 1918 bis 1919 diente er in Frankreich beim Sanitätsdienst der American Expeditionary Force, wo er für die Bekämpfung von Ratten und Mäusen zuständig war. Von 1919 bis 1925 arbeitete er als leitender Biologe und von 1928 bis 1943 als Chef der Abteilung für biologische Forschung im Bureau of Biological Survey. Zwischen 1922 und 1937 war er Major der Reserve beim Sanitätsdienst der Streitkräfte der Vereinigten Staaten. Von 1925 bis 1928 war er Chef der Abteilung für Wild- und Vogelreservate im Bureau of Biological Survey. Von 1927 bis 1929 war er Präsident der Biological Society of Washington. 1928 erhielt er eine Ehrenposition als Mitarbeiter in der zoologischen Abteilung beim United States National Museum. Von 1944 bis 1946 war er Mitarbeiter beim neugeschaffenen United States Fish and Wildlife Service. 1946 war er Präsident der American Society of Mammalogists.
Goldman verfasste über 200 Publikationen, darunter die Werke Revision of the Wood Rats of the Genus Neotoma (1910), Rice Rats of North America (1918), Mammals of Panama (1920), The Wolves of North America (1944), The Puma: Mysterious American Cat (postum, 1946) und Biological Investigations in Mexico (postum, 1951). Zu seinen wissenschaftlichen Erstbeschreibungen, die oft in Zusammenarbeit mit Edward William Nelson entstanden sind, zählen Sorex ornatus juncensis, der Barbados-Waschbär, Goldmans Wassermaus, Zeledons Zwergbeutelratte und die Panama-Zwergbeutelratte, der Mexikanische Wolf und der Panama-Nachtaffe.

## Dedikationsnamen und Ehrungen
Goldmans Name ist in den Epitheta von ungefähr 50 Säugetier-, Vogel, Reptilien, Weichtier- und Pflanzentaxa verewigt, darunter Chaetodipus goldmani (1900 durch Wilfred Hudson Osgood), Cryptotis goldmani (1895 durch Clinton Hart Merriam), Neotoma goldmani (1903 durch Clinton Hart Merriam) und Heteromys goldmani (1902 durch Clinton Hart Merriam). 1911 benannte Edward William Nelson die monotypische Kolibrigattung Goldmania zu Ehren von Goldman. Auf der Halbinsel Niederkalifornien trägt ein Berggipfel seinen Namen.